# Fondamenta
Fondamenta (pluriel: fondamente) est le nom donné, à Venise, à une voie piétonne, de quelconque largeur et plus élevée que le rio ou le canal qu'elle longe.

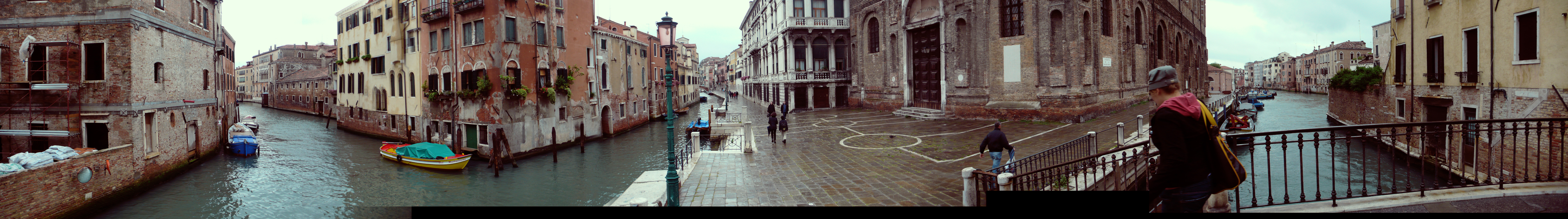
Fondamenta della Misericordia

## Description

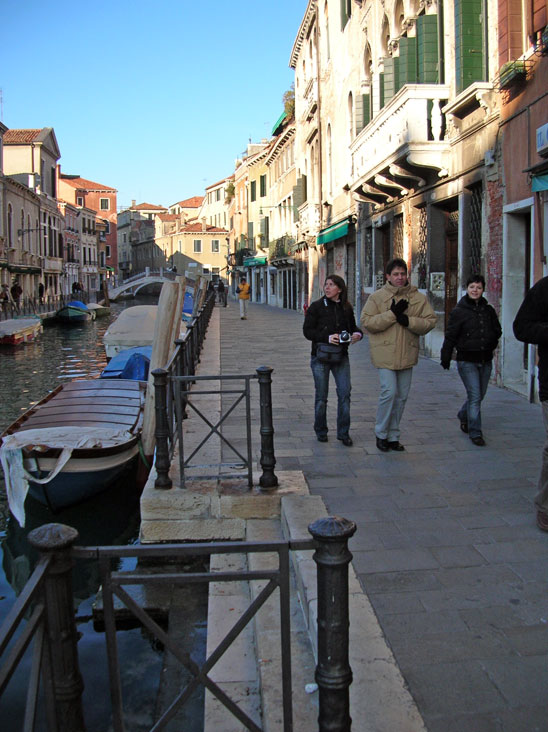
Fondamenta vénitienne.

Traditionnellement, la fondamenta est limitée côté de la voie d'eau par une bordure en pietra d'Istria, munie d'un garde-corps souvent en ferronnerie, qui longe le canal. La fondamenta comporte, aussi, des volées de marches (appelées riva) en pietra d'Istria qui descendent dans l'eau, pour favoriser l'amarrage des barques, le chargement et le déchargement des marchandises ainsi que l'accès aux propriétés et aux entrées des maisons.
En outre, certaines sont recouvertes d'un portique: des exemples typiques se trouvent dans la partie de la fondamenta couverte du Campo des Santi Apostoli et qui mène en direction du Rialto et, la brève fondamenta à colonnes derrière le théâtre de la Fenice.
Les plus fameuses d'entre elles sont les Fondamente Nove, placées à côté de la lagune nord vers le cimetière de San Michele et, sur l'île de Murano le long du tronçon qui va de la Sacca della Misericordia à l'arsenal, ainsi que la Fondamenta delle Zattere située sur toute la longueur du canal de la Giudecca de saint Basile jusqu'à la Punta della Dogana.

## Sources
- (it) Cet article est partiellement ou en totalité issu de l’article de Wikipédia en italien intitulé « Fondamenta (Venezia) » (voir la liste des auteurs).